# Abdelkarim
Abdelkarim (arabisch عبد الكريم, DMG ʿAbd al-Karīm) ist ein männlicher Vorname arabischer Herkunft.

## Bedeutung
Der Name setzt sich zusammen aus عبد ʿabd („Knecht“) und كَرِيم karim („großzügig“, „gastfreundlich“, „edel“ oder „vornehm“).

## Varianten
- Abd al-Karim
- Abdelkrim/Abdelgrim
- Abdulkarim
- Abdikarim
- Abdülkerim

## Namensträger

### Vorname
- Khidir Abdelkarim Ahmed (1947–2012), sudanesischer Archäologe
- Abdelkarim Semmar (1937–2009), marokkanischer Diplomat
- Abdelkarim Zemhoute (* 1981), deutsch-marokkanischer Komiker, siehe Abdelkarim (Kabarettist)

### Familienname
- Ahmed Gaafar Abdelkarim (* 1948/1949), sudanesischer Diplomat

### FormAbdikarim
- Abubakar Nur Abdikarim (* 1992), somalischer Fußballspieler